# Gilles Nembé
Vous pouvez aider à l'améliorer ou bien discuter des problèmes sur sa page de discussion.
- Il ne cite pas suffisamment ses sources. Vous pouvez indiquer les passages à sourcer avec {{référence nécessaire}} ou {{Référence souhaitée}}, et inclure les références utiles en les liant aux notes de bas de page. (Marqué depuis août 2024)
- Certaines informations devraient être mieux reliées aux sources mentionnées dans la bibliographie ou les liens externes. Améliorez sa vérifiabilité en les associant par des références. (Marqué depuis août 2024)
- Son ton est trop élogieux, voire hagiographique. Le texte doit adopter un ton neutre et encyclopédique (aide). (Marqué depuis août 2024)

- Archive Wikiwix
- Bing
- Cairn
- DuckDuckGo
- E. Universalis
- Gallica
- Google
- G. Books
- G. News
- G. Scholar
- Persée
- Qwant
- (zh) Baidu
- (ru) Yandex
- (wd) trouver des œuvres sur Wikidata

Gilles Nembé, né le 31 octobre 1969 à Libreville, est un homme politique gabonais.
Le 23 janvier 2024 il est nommé ministre des Mines au sein du gouvernement Ndong Sima II. En mai 2025, il est confirmé ministre des Mines sous la 5e République. 

## Biographie

### Parcours politique
À la suite du coup d'état du 30 août 2023, il est nommé ministre des Mines dans le gouvernement de transition dirigé par Raymond Ndong Sima, lors du remaniement du 17 janvier 2024, en remplacement d’Hervé Patrick Opiangah. Il est confirmé dans ses fonctions le 15 janvier 2025. À ce poste, il est chargé de mettre en œuvre les nouvelles orientations du Gabon dans le secteur minier.
Le 5 mai 2025, par décret présidentiel, il est maintenu à son poste de ministre des Mines et de la Géologie.